# Leonard Starr
Leonard Starr (Nova York, 28 de outubro de 1925 – Redding (Connecticut), 30 de junho de 2015) foi um premiado artista de quadrinhos estadunidense, conhecido por ter sido cocriador e principal redator da série animada Thundercats. Também foi o criador da tira On Stage (com o nome de "Glória", no Brasil) e fez a renovação da tira Little Orphan Annie.

## Biografia

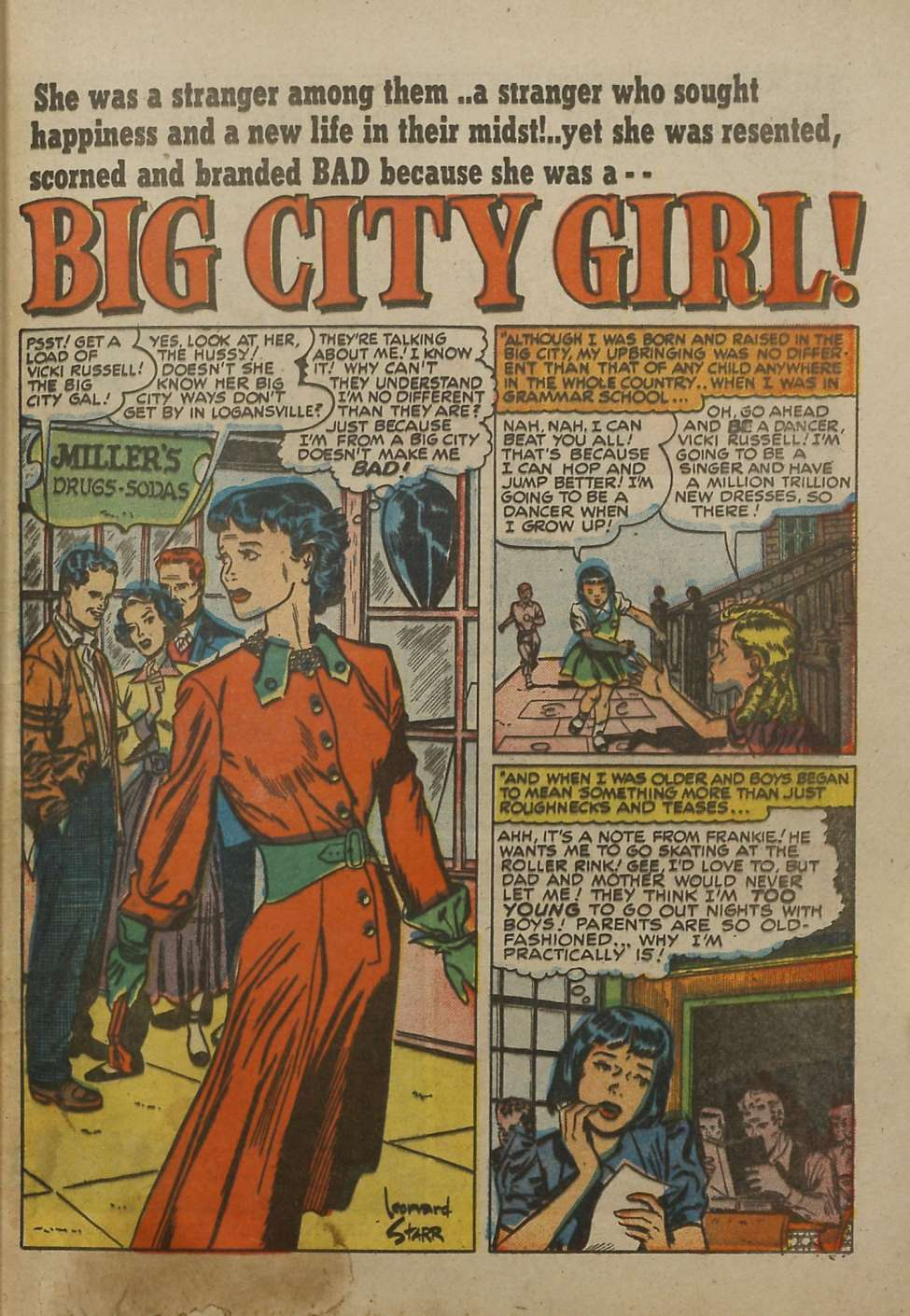
Young Romance #11, Maio-Junho de 1949

### Início da carreira
Após se graduar na Escola Secundária de Música e Artes de Nova York, Starr foi aluno do Instituto Pratt.
Enquanto estava no Pratt durante os anos de 1942 e 1943, ele trabalhou para Harry "A" Chesler e os Estúdios Funnies, Inc., tornando-se um artista pioneiro das revistas em quadrinhos lançadas por esse estúdio. Pelo Funnies, Inc., ele começou como artista de fundos, as vezes arte-finalizando os desenhos a lápis de Bob Oksner. Ele se tornou desenhista nos primórdios da Timely/Marvel Comics, em títulos que incluiam Tocha Humana e Namor, o príncipe submarino.
Durante os anos de 1940, Starr trabalhou para várias editoras, seja como ilustrador de revistas em quadrinhos, ou então revistas populares ("pulps"), de editoras que incluiam Better Publications, Consolidated Book, Croyden Publications, E. R. Ross Publishing, Fawcett Comics (ele atuou em Don Winslow of the Navy, 1944-46), Hillman Periodicals e M. C. Combs. Ele trabalhou com Joe Simon e Jack Kirby em títulos iniciais de quadrinhos de romance, particularmente no título da Crestwood/Prize Young Romance.
Ao final da década de 1940, ele desenhou para a EC Comics, incluindo War Against Crime, e se tornou ilustrador de vários títulos da American Comics Group e da DC Comics, até meados da década de 1950. Seu trabalho na DC aparece em grande número de capas e em títulos díversos tais como Doctor 13, House of Mystery, Gang Busters, Pow-Wow Smith, o xerife índio e Star-Spangled War Stories, até 1957. Pela ACG, ele trabahou em Adventures into the Unknown, Operation Peril e Soldiers of Fortune dentre outros títulos. Em 1955-56, ele saiu das revistas em quadrinhos e foi para as tiras de jornais, com trabalhos sem créditos para Flash Gordon da King Features.

### Mary Perkins, On Stage
Em 1957, Starr criou a tira On Stage, mais tarde chamada de Mary Perkins, On Stage para o Chicago-Tribune-New York News Syndicate. Com uma mistura de melodrama (soap opera), aventura e humor, a tira tinha desenhos realistas e, no começo, marcantes narrativas, designs e estrutura. Ele recebeu os prêmios de melhor tira da National Cartoonist Society em 1960 e 1963, e o Prêmio Reuben em 1965. Ele continuou com a tira Mary Perkins, On Stage até 1979.

### Outros trabalhos
Starr retornou para as revistas em quadrinhos por um breve momento durante os anos de 1970 e 1980, trabalhando em Morbius para a Marvel em 1975, e ilustrou para a DC Who's Who in the DC Universe (1986) e Superman e Lois Lane (por volta de 1988). Ele também escreveu uma série de graphic novels tendo como protagonista uma heroína sexy chamada Kelly Green, com ilustrações do seu amigo Stan Drake, ilustrador da tira The Heart of Juliet Jones.
Starr organizou uma equipe em meados dos anos de 1980 e foi cocriador e principal redator da série animada da Rankin/Bass chamada Thundercats (1985-87).

### Annie, a pequena órfã
Em 1979 Leonard Starr reviveu a tira Little Orphan Annie. A tira tinha começado a ser republicada em 1974 com a arte do criador Harold Gray que morrera em 1968. Renomeada como Annie, ganhou os prêmios da National Cartoonist Society como melhor tira cômica em 1983 e 1984. Starr continuou com esse trabalho até se aposentar em 2000.

### Últimos anos
Iniciando em 2006, Starr produziu novos trabalhos artísticos para capas de séries republicadas de On Stage pela Classic Comics Press.

## Prêmios
- National Cartoonists Society Story Comic Strip Award (1960 e 1963).[1]
- Reuben Award (1965).[1]